# Stenochilus crocatus
Espèce
Stenochilus crocatus est une espèce d'araignées aranéomorphes de la famille des Stenochilidae.

## Distribution
Cette espèce se rencontre en Birmanie, au Cambodge et au Sri Lanka.

## Description
La carapace de la femelle holotype mesure 3,8 mm et l'abdomen 4,5 mm.
Les femelles décrites par Platnick et Shadab en 1974 mesurent de 6,59 à 9,80 mm.

## Systématique et taxinomie
Cette espèce a été décrite par Simon en 1884. Elle est placée dans le genre Metronax par Simon en 1893 puis dans le genre Stenochilus par Platnick et Shadab en 1974.

## Publication originale
- Simon, 1884 : « Arachnides recueillis en Birmanie par M. le chevalier J. B. Comotto et appartenant au Musée civique d'histoire naturelle de Gènes. » Annali del Museo civico di storia naturale Giacomo Doria, vol. 20, p. 325-372 (texte intégral).